# EPrix van Berlijn 2018
De ePrix van Berlijn 2018, een race uit het Formule E-kampioenschap, werd gehouden op 19 mei 2018 op het Tempelhof Airport Street Circuit. Het was de negende race van het seizoen.
De race werd gewonnen door Daniel Abt voor het team Audi Sport ABT Schaeffler, die zijn tweede zege van het seizoen behaalde. Zijn teamgenoot en regerend kampioen Lucas di Grassi behaalde zijn vierde podiumplaats op een rij met een tweede positie. Techeetah-coureur Jean-Éric Vergne, die aan de leiding ging van het kampioenschap, maakte het podium compleet.

## Kwalificatie
| Pos                 | No | Coureur                | Team                      | Q1       | Q2       | Grid |
| ------------------- | -- | ---------------------- | ------------------------- | -------- | -------- | ---- |
| 1                   | 66 | Daniel Abt             | Audi Sport ABT Schaeffler | 1:09.774 | 1:09.472 | 1    |
| 2                   | 16 | Oliver Turvey          | NIO Formula E Team        | 1:09.943 | 1:09.735 | 2    |
| 3                   | 25 | Jean-Éric Vergne       | Techeetah                 | 1:09.765 | 1:09.991 | 3    |
| 4                   | 7  | Jérôme d'Ambrosio      | Dragon Racing             | 1:09.938 | 1:10.054 | 4    |
| 5                   | 1  | Lucas di Grassi        | Audi Sport ABT Schaeffler | 1:09.620 | 1:10.498 | 5    |
| 6                   | 19 | Felix Rosenqvist       | Mahindra Racing           | 1:09.951 |          | 6    |
| 7                   | 9  | Sébastien Buemi        | Renault e.Dams            | 1:09.994 |          | 7    |
| 8                   | 36 | Alex Lynn              | DS Virgin Racing          | 1:10.002 |          | 8    |
| 9                   | 20 | Mitch Evans            | Panasonic Jaguar Racing   | 1:10.087 |          | 9    |
| 10                  | 2  | Sam Bird               | DS Virgin Racing          | 1:10.087 |          | 10   |
| 11                  | 6  | José María López       | Dragon Racing             | 1:10.105 |          | 11   |
| 12                  | 4  | Tom Dillmann           | Venturi Formula E Team    | 1:10.214 |          | 12   |
| 13                  | 5  | Maro Engel             | Venturi Formula E Team    | 1:10.248 |          | 13   |
| 14                  | 23 | Nick Heidfeld          | Mahindra Racing           | 1:10.264 |          | 14   |
| 15                  | 3  | Nelson Piquet jr.      | Panasonic Jaguar Racing   | 1:10.270 |          | 15   |
| 16                  | 27 | Stéphane Sarrazin      | MS&AD Andretti Formula E  | 1:10.315 |          | 16   |
| 17                  | 28 | António Félix da Costa | MS&AD Andretti Formula E  | 1:10.417 |          | 17   |
| 18                  | 18 | André Lotterer         | Techeetah                 | 1:10.598 |          | 20   |
| 19                  | 68 | Luca Filippi           | NIO Formula E Team        | 1:10.601 |          | 18   |
| 20                  | 8  | Nicolas Prost          | Renault e.Dams            | 1:10.618 |          | 19   |
| 110%-tijd: 1:16.582 |    |                        |                           |          |          |      |

## Race
| Pos | No | Coureur                | Team                      | Rondes | Tijd/Oorzaak uitval | Grid | Punten |
| --- | -- | ---------------------- | ------------------------- | ------ | ------------------- | ---- | ------ |
| 1   | 66 | Daniel Abt             | Audi Sport ABT Schaeffler | 45     | 55:35.546           | 1    | 29     |
| 2   | 1  | Lucas di Grassi        | Audi Sport ABT Schaeffler | 45     | +6.758              | 5    | 18     |
| 3   | 25 | Jean-Éric Vergne       | Techeetah                 | 45     | +12.894             | 3    | 15     |
| 4   | 9  | Sébastien Buemi        | Renault e.Dams            | 45     | +17.282             | 7    | 12     |
| 5   | 16 | Oliver Turvey          | NIO Formula E Team        | 45     | +19.620             | 2    | 10     |
| 6   | 20 | Mitch Evans            | Panasonic Jaguar Racing   | 45     | +24.586             | 9    | 8      |
| 7   | 2  | Sam Bird               | DS Virgin Racing          | 45     | +34.610             | 10   | 6      |
| 8   | 5  | Maro Engel             | Venturi Formula E Team    | 45     | +37.814             | 13   | 4      |
| 9   | 18 | André Lotterer         | Techeetah                 | 45     | +44.359             | 20   | 2      |
| 10  | 23 | Nick Heidfeld          | Mahindra Racing           | 45     | +45.931             | 14   | 1      |
| 11  | 19 | Felix Rosenqvist       | Mahindra Racing           | 45     | +46.381             | 6    |        |
| 12  | 3  | Nelson Piquet jr.      | Panasonic Jaguar Racing   | 45     | +49.087             | 15   |        |
| 13  | 4  | Tom Dillmann           | Venturi Formula E Team    | 45     | +50.150             | 12   |        |
| 14  | 8  | Nicolas Prost          | Renault e.Dams            | 45     | +50.381             | 19   |        |
| 15  | 28 | António Félix da Costa | MS&AD Andretti Formula E  | 45     | +52.715             | 17   |        |
| 16  | 36 | Alex Lynn              | DS Virgin Racing          | 45     | +53.000             | 8    |        |
| 17  | 68 | Luca Filippi           | NIO Formula E Team        | 45     | +53.302             | 18   |        |
| 18  | 6  | José María López       | Dragon Racing             | 45     | +53.611             | 11   |        |
| 19  | 7  | Jérôme d'Ambrosio      | Dragon Racing             | 45     | +54.289             | 4    |        |
| 20  | 27 | Stéphane Sarrazin      | MS&AD Andretti Formula E  | 45     | +1:06.954           | 16   |        |

## Tussenstanden na de race

### Coureurs
| Positie | Rijder           | Team                      | Punten |
| ------- | ---------------- | ------------------------- | ------ |
| 1       | Jean-Éric Vergne | Techeetah                 | 162    |
| 2       | Sam Bird         | DS Virgin Racing          | 122    |
| 3       | Felix Rosenqvist | Mahindra Racing           | 86     |
| 4       | Daniel Abt       | Audi Sport ABT Schaeffler | 85     |
| 5       | Sébastien Buemi  | Renault e.Dams            | 82     |

### Constructeurs
| Positie | Team                      | Punten |
| ------- | ------------------------- | ------ |
| 1       | Techeetah                 | 205    |
| 2       | Audi Sport ABT Schaeffler | 161    |
| 3       | DS Virgin Racing          | 139    |
| 4       | Mahindra Racing           | 108    |
| 5       | Panasonic Jaguar Racing   | 96     |